# Frederick Corder
Frederick Corder (26 de gener de 1852 – 21 d'agost de 1932) fou un compositor anglès i professor de música.
Estudià en la Royal Academy of Music de Londres; el 1875 guanyà la beca Mendelssohn, i després d'haver seguit un curs a Colònia sota la direcció de Hiller, retornà a Londres, sent nomenat, el 1880, director de l'orquestra del Brighton Aquarium.
Les seves obres comprenen:
- Morte d'Arthur, òpera (1877);
- In the Black Forest, suite per a orquestra (1876);
- The Bridal of Triermain, cantata (1886);
- Roumanian, suite per a orquestra (1887);
- The Ministrel's Curse, balada declamatòria, amb orquestra (1888);
- The Sword of Argantyr, balada dramàtica.

Traduí a l'anglès, en col·laboració amb el seu germà Enric, els llibrets dels drames musicals de Wagner. El 1896 donà, en la Reial Acadèmia, una sèrie de conferències envers Wagner, Berlioz i Liszt. El 1903 fou substituït per Steward Macpherson com a professor de composició del Reial Col·legi de Cecs, de Londres. Entre d'altres alunes tingué els seus compatriotes Montague Fawcets Phillips i Adam Carse.
Publicà: The Orchestra and How to Write for It (Londres i Nova York, 1896).